# 蕾莎·阿坦巴耶娃
蕾莎·米娜克曼多芙娜·阿坦巴耶娃（英語：Raisa Minakhmedovna Atambayeva；1958年6月25日—），吉尔吉斯斯坦前總统和总理阿尔马兹别克·阿坦巴耶夫的妻子和第一夫人。她在1988年和阿坦巴耶夫结婚，婚后育有三名女兒和三名儿子。